# Ben Asdale
Ben Asdale era un arrastrero escocés que naufragó en diciembre de 1978 cerca de Falmouth, Cornualles (Inglaterra).
En la tarde del 30 de diciembre de 1978, el arrastrero congelador Ben Asdale estaba descargando pescado en la bodega del buque factoría ruso Antarktika (Антарктика), que estaba anclado en la bahía de Falmouth. Soplaba un vendaval de fuerza ocho y caía una fuerte nevada. Cuando el Ben Asdale terminó de descargar su carga de caballa, soltó el cabo de popa en preparación para alejarse del Antarktika, que estaba anclado. El cabo enredó en el timón y el barco no respondía a su timón. El capitán, Albert "Barty" Coe, de North Shields (más tarde oficial jefe de pesca del Comité de Pesca del Mar de Northumberland hasta su jubilación por "mala salud"), intentó que los rusos volvieran a asegurar la popa de su buque, pero para entonces el fuerte vendaval estaba arrastrando a ambos barcos. Los rusos enviaron a dos oficiales para que ayudaran a poner en funcionamiento el gobierno. Poco después, la cuerda de proa se rompió y el Ben Asdale quedó a la deriva.
El capitán soltó un ancla, pero no logró sujetarla y, mientras se dirigían hacia la playa de Maenporth, se envió una señal de socorro. Con el viento soplando con fuerza diez y las olas rompiendo sobre el arrastrero, éste perdió el control y pronto se estrelló contra las rocas en el fondo de Newporth Head. Cuando el barco chocó contra las rocas, uno de los tripulantes saltó por la borda, hiriéndose gravemente, y los demás lanzaron cualquier cosa que sirviera como balsa salvavidas.
Para entonces, la noticia de los problemas del arrastrero se había extendido, y los tres hermanos Billcliffe, propietarios del Crag Hotel junto a la playa, acudieron al lugar y se adentraron en las olas y durante esa noche arrastraron a tres de los tripulantes hasta un lugar seguro. En el cabo Newporth, había llegado la Guardia Costera y estaba instalando una boya de seguridad. Con una visibilidad casi nula debido a la ventisca, se colocaron reflectores. Cuando la boya de seguridad se conectó al arrastrero averiado, este se tambaleó y se volcó de lado, atascando todo el equipo. Para entonces, el helicóptero de rescate había llegado de RNAS Culdrose (HMS Seahawk), pero no podía ver lo que estaba sucediendo en el casco del arrastrero debido a la ventisca.
Los guardacostas establecieron un enlace de radio con el piloto para guiar al helicóptero, que tuvo que volar en reversa sobre el naufragio debido a los vientos y la proximidad del promontorio. En un período de aproximadamente una hora y media, el helicóptero bajó su cabrestante ocho veces y logró levantar a ocho tripulantes. Mientras todo esto sucedía, tres de los tripulantes se desesperaron e intentaron nadar hasta una orilla que parecía tentadoramente cercana. Al final, once personas fueron salvadas, pero a pesar de todos los esfuerzos de los servicios de emergencia y de los hermanos Billicliffe, tres hombres (dos británicos y un ruso) se ahogaron y sus cuerpos aparecieron al día siguiente en la playa de Maenporth. La tripulación del helicóptero recibió dos Cruces de la Fuerza Aérea y tres Condecoraciones de la Reina por uno de los rescates más peligrosos de los tiempos modernos.